# Mops nanulus
Mops nanulus (Allen, 1917) è un pipistrello della famiglia dei Molossidi diffuso nell'Africa subsahariana.

## Descrizione

### Dimensioni
Pipistrello di piccole dimensioni, con la lunghezza totale tra 75 e 88 mm, la lunghezza dell'avambraccio tra 27 e 31 mm, la lunghezza della coda tra 19 e 29 mm, la lunghezza del piede tra 6 e 10 mm, la lunghezza delle orecchie tra 11 e 18 mm e un peso fino a 11 g.

### Aspetto
La pelliccia è corta, con due ciuffi di lunghi peli sulla groppa. Le parti dorsali variano dal bruno-arancione brillante al bruno-nerastro, mentre le parti ventrali sono bruno-rossastre chiare, bruno-giallastre o grigio chiare con i fianchi marroni. Il muso non è estremamente appiattito, il labbro superiore ha 5-6 pieghe ben distinte ed è cosparso di corte setole. Le orecchie sono nerastre, più chiare alla base, unite anteriormente da una membrana a forma di V che si estende in avanti fino a formare una piega con un ciuffo di ruvidi peli marroni scuri.  Il trago è molto piccolo, appuntito, nascosto dietro l'antitrago il quale è grande e trapezoidale. Le membrane alari sono semi-trasparenti, marroni chiare o bruno-nerastre e talvolta con una colorazione biancastra. La coda è lunga, tozza e si estende per più della metà oltre l'uropatagio. Il cariotipo è 2n=48 FNa=54 .

## Biologia

### Comportamento
Si rifugia singolarmente o in gruppi nelle cavità degli alberi, in capanne e dentro edifici.

### Alimentazione
Si nutre di insetti.

### Riproduzione
Femmine gravide sono state catturate verso la fine di agosto in Kenya. Danno alla luce un piccolo alla volta due volte l'anno, tra marzo ed aprile e a settembre.

## Distribuzione e habitat
Questa specie è diffusa in Guinea, Sierra Leone, Costa d'Avorio, Ghana, Nigeria, Camerun, Repubblica Democratica del Congo, Etiopia occidentale, Sudan del Sud, Uganda e Kenya occidentale.
Vive lungo i margini delle foreste pluviali e nelle savane alberate spesso in prossimità di grandi fiumi fino a 515 metri di altitudine.

## Conservazione
La IUCN Red List, considerato il vasto areale e la popolazione presumibilmente numerosa, classifica M.nanulus come specie a rischio minimo (Least Concern)).